# Gouvernement Cajander II
République de Finlande
Kallio I Ingman II  
Le gouvernement Cajander II est le 10e gouvernement de la République de Finlande, qui a siégé 135 jours du 18 janvier 1924 au 31 mai 1924.

## Composition
Le gouvernement est composé des ministres suivants :
| Ministre                                                       | Période                                 | Parti | Parti |
| -------------------------------------------------------------- | --------------------------------------- | ----- | ----- |
| Premier ministre Aimo Kaarlo Cajander                          | 18.1.1924–31.5.1924                     |       | amm.  |
| Ministre des Affaires étrangères Carl Enckell                  | 18.1.1924–31.5.1924                     |       | amm.  |
| Ministre de la Justice Oskar Lilius                            | 18.1.1924–31.5.1924                     |       | amm.  |
| Ministre de l'Intérieur Yrjö Johannes Eskelä                   | 18.1.1924–31.5.1924                     |       | amm.  |
| Ministre de la Défense Viktor Henrik Schvindt Ivar Aminoff     | 18.1.1924–11.3.1924 11.3.1924–31.5.1924 |       | amm.  |
| Ministre des Finances Hugo Relander                            | 18.1.1924–31.5.1924                     |       | amm.  |
| Ministre de l'Éducation Yrjö Loimaranta                        | 18.1.1924–31.5.1924                     |       | amm.  |
| Ministre de l'Agriculture Östen Elfving                        | 18.1.1924–31.5.1924                     |       | amm.  |
| Ministre des Transports et des Travaux publics Evert Skogström | 18.1.1924–31.5.1924                     |       | amm.  |
| Ministère du commerce et de l'industrie Hjalmar Procopé        | 19.1.1924–31.5.1924                     |       | amm.  |
| Ministre des Affaires sociales Einar Böök                      | 18.1.1924–31.5.1924                     |       | amm.  |